# Хуршид-паша
Хуршид Ахмед-паша (тур. Hurşit Ahmet Paşa; умро 1822) је био познати османски војсковођа и велики везир током 19. века.

## Српски устанци
Черкеског порекла, рођен је на Кавказу као син хришћанског свештеника. Узет је као млад, преведен на ислам и укључен у јањичаре.
Марта 1809. године послат је у Србију у циљу сузбијања Првог српског устанка Карађорђа Петровића. Спречио је 1809. године ослобађање Ниша победивши Србе под вођством Стевана Синђелића у Чегарској бици. Успео је да окружи српску војску. Хуршид је након катастрофе искористио прегањање српских старешина, па је заобишавши Делиград стигао безмало до ушћа Мораве. Међутим морао се вратити са преласком Руса на Дунаву.
Када је стигао у Ниш од лобања српских војника сазидао је Ћеле кулу. Ћурчијама је плаћао за сваку одрану српску главу по 25 гроша. У три метра високу кулу уградио је 952 лобање. На свакој страни куле 14 редова по 17 лобања.
Године 1810. поражен је на Варварину, а 1811. изиграли су његове предлоге које је као велики везир учинио Карађорђу: да се од Србије образује кнежевина са правима које су имале књажевине Влашка и Молдавија. Због тих неуспеха је смењен са положаја Великог везира и постављен на место Нишког паше.
Дана 5. септембра 1812. године именован је за Великог везира, што је обављао до 1. априла 1815. године. Остао је током кампање у Србији као сераскер, и уништио је револт уласком у Београд у октобру 1813. године. Командовао је војском од осамдесетпет хиљада људи и продро је са југа. Те године је именован за везира Босне и одатле је успешно командовао против Другог српског устанка Милоша Обреновића.

## Гушење устанка Али-паше и Грчке револуције
Новембра 1820. године именован је за мора валиси, гувернера Мореа (Пелопонеза), са седиштем у Триполију и сераскер експедиције против побуњеног Али паше у Јањини. Пре него што је напустио Јањину, владала је гласина о могућем устанку међу Грцима. Његови страхови су, међутим, били ублажени посетом грчких виђенијих људи 8. новембра 1820. године у Триполију. Он напушта Триполи 6. јануара 1821. године крећући се према северу, оставивши за собом благо и харем, док је свог изасланика Мехмед Салиа оставио да чува ред са 1.000 Албанаца. Међутим, неколико месеци касније, док је османска војска опседала Јањину, започео је устанак — Грчки рат за независност.
Хуршид-паша је одмах обавестио султана о догађајима, и без чекања инструкција, реаговао је слањем Омера Вриниса и Кесе Мехмед-паше да зауставе устанак у централној Грчкој, а онда да пређу на Пелопонез где је био устанички центар. Истовремено, испоручио је команданта Мустафу-бега са 3.000 војника као појачање гарнизону у Триполију. Хуршид је остао у Јањини како би уништио задњи отпор устанка у Јањини. Упркос брзој реакцији, његови планови су пали у воду, Вријонис и Кесе Мехмед нису успели да зауставе устанак у централној Грчкој, док је појачање за Триполи било недовољно које су Грци заузели 23. септембра 1821. године. Благо Хуршид-паше и његов харем били су спашени упркос заузимању града. У јануару 1822. године успео је да убије Али-пашу путем издаје, и шаље његову главу султану, чиме његов углед расте. Скупља армију од 80.000 људи и креће у марш према Грцима са циљем да угуши отпор. Међутим, његови политички непријатељи у Истанбулу кренули су да раде против њега уплашени раста његовог угледа и моћи оптужујући га да је присвојио богатство Али-паше. Хуршид паша је послао 40.000.000 гроша, са изјавом да је то све што је пронашао код Али-паше, а оптужбе су говориле да је богатство било 500.000.000 гроша. Када је од њега тражено да да тачну суму, оптужени Хуршид-паша није одговорио. Кратко након тога, оптужен за злоупотребу јавних финансија бива склоњен са свих позиција и замењен Махмуд Драмали-пашом. Хуршиду је наређено да остане у Лариси.
Када су новости о неуспесима османске војске почеле да стижу у Истанбул након битке код Дервенакије, султан Махмуд II наређује Хуршиду да узме ствари у своје руке и да уради све што је неопходно. Међутим, опоненти настављају да раде против њега и шаљу агента да га убије. Иако је био обавештен о томе, Хуршид није реаговао, већ је извршио самоубиство узимањем отрова 30. новембра 1822. године.